# Relations entre la Finlande et la Norvège
Les relations entre la Finlande et la Norvège sont établies en 1917 peu de temps après l'indépendance de la Norvège. La Finlande dispose d'une ambassade à Oslo tandis que la Norvège dispose d'une ambassade à Helsinki.
Au début du XXe siècle, la Norvège craignait l'immigration des Kvènes finnois, parlant de « dangers finnois ». Les Norvégiens ont par ailleurs cherché à annexer plusieurs bandes de terre de la Laponie. Les deux pays sont aujourd'hui membres de l'Union nordique des passeports, du Conseil des États de la mer Baltique et du Conseil de l'Europe. Environ 2 000 Norvégiens vivent en Finlande tandis que 6 332 Finnois (15 000 à 16 000 en incluant les Kvènes) vivent sur le sol norvégien.